# Distrito do Golungo Alto
O Distrito do Golungo Alto foi a entidade administrativa primitiva que corresponde a atual província de Cuanza Norte. Fora criado inicialmente nas cercanias de 1648, no esteio da reconquista de Angola, existindo até 1857, quando foi extinto. Recriado, existiu entre 1861 e 1866, quando era um dos cinco distritos ou governos administrativos de que se compunha a colónia portuguesa de Angola. Sua recriação definitiva, já com o nome de distrito do Cuanza, se deu em 1914.
Compunha-se então de dez concelhos: Golungo Alto, Dembos, Ambaca, Duque de Bragança, Malange, Talla Mugongo ou Cassange, Pungo Andongo, Casengo, Cambambe e Massangano.